# Arnold II (biskup poznański)

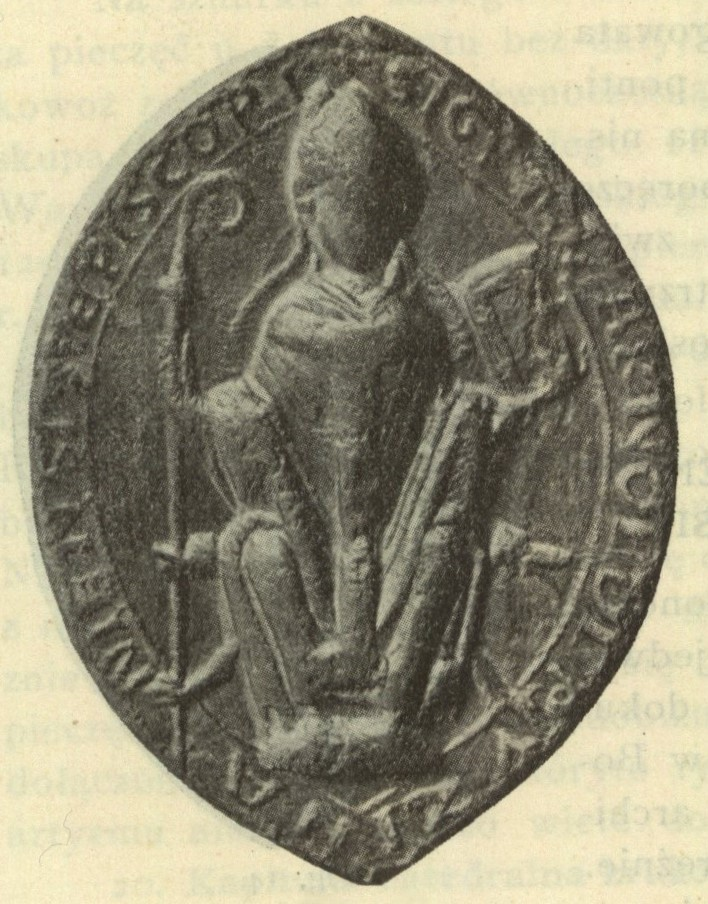
pieczęć biskupa Arnolda II

Arnold (ur. ? – zm. 15 stycznia 1211) – biskup Kościoła rzymskokatolickiego.

## Życiorys
Prawdopodobnie już od 1196 (data śmierci jego poprzednika) był biskupem poznańskim, jednak pierwszy raz wspominany jest na tym urzędzie dopiero w bulli papieża Innocentego III z 2 sierpnia 1201. 
Od 1206 Arnold II był stronnikiem księcia Władysława Laskonogiego w jego sporze z arcybiskupem gnieźnieńskim Henrykiem Kietliczem, stając na czele wrogiej reformie części duchowieństwa. Nie zwracając uwagi na interdykt, jaki nałożył na jego diecezję arcybiskup – dalej udzielał posług religijnych wyklętemu księciu. Skończyło się to rzuceniem klątwy na Arnolda, zatwierdzonej bullą papieską 10 stycznia 1207. Brał udział w zjeździe książąt w Głogowie 25 grudnia 1208, gdzie zdjęto z niego kary kościelne. Wziął jeszcze udział w 1210 w zjeździe w Borzykowej. Zmarł 15 stycznia 1211.
Według niektórych badaczy jest identyczny z udokumentowanym w 1191 r. biskupem lubuskim i dopiero z tego biskupstwa został przeniesiony do Poznania. Hipoteza ta jest jednak niemożliwa do udowodnienia i wydaje się raczej mało prawdopodobna.